# Long Point (Ontario)
Long Point ist ein sandiger Landstreifen im nördlichen Bereich des Eriesees. Dieser gehört zum Norfolk County in der kanadischen Provinz Ontario. Der Landstreifen ist etwa 40 km lang und bis zu einen Kilometer breit. An seiner Ostspitze steht der mehr als 100 Jahre alte und aktive „Long Point Lighthouse“. Weiter westlich steht das ältere und nicht mehr aktive „Old Cut Lighthouse“.
Der Landstreifen ist der Kern eines im Jahr 1986 eingerichteten Biosphärenreservates, des Biosphärenreservates Long Point. Große Teile der Landzunge sind als Naturschutzgebiet ausgewiesen. Auf der Landzunge liegt auch der Long Point Provincial Park. Östlich des Provinzparks liegt als weiteres Schutzgebiet das Long Point National Wildlife Area und westlich das Big Creek National Wildlife Area, zwei von insgesamt 55 kanadischen National Wildlife Areas.
Ganzjährig leben dort rund 450 Einwohner. In den Sommermonaten steigt die Zahl auf 5000 Personen an, die in Hütten wohnen oder campen. Long Point ist sehr beliebt bei Wassersportlern wie Seglern, Schwimmern, Anglern oder Kanufahrern. Jedes Jahr verbringen rund 100.000 Touristen ihre Sommerferien in dem Ort.